# 威廉·法罗
威廉·格洛弗·法罗（William Glover Farrow，1918年9月24日—1942年10月15日），美國陸軍航空軍中尉，曾参加空袭东京。不過他被日本人俘虏，並被日本當局判处死刑，最終被處決。1946 年，他的骨灰被找回并安葬在阿灵顿国家公墓。

## 生平
威廉·法罗生於达灵顿。他的父亲在罗利的一家香烟公司工作；他的母亲是一位烟草仓库老板的女儿。威廉·法罗十六岁时加入鷹級童軍。後來威廉·法罗就读于南卡羅來納大學。
1939年秋天，他前往奥兰治堡的霍桑航空学院學習駕駛飛機。
1942年，他被派往俄勒冈州的彭德尔顿机场，並且成为第34轰炸机中队的一员。
1942年2月，威廉·法罗報名參加空袭东京行動。 威廉·法罗駕駛飛機轟炸名古屋。之後威廉·法罗打算在株洲降落，但法羅的飞机燃油耗尽，最終法罗和飛機上的机组人员在南昌附近跳伞，結果法罗和飛機上的机组人员被日軍俘虜。这些人随后被判处死刑。
1942年10月15日黎明，法羅被带到上海附近的一个公共墓地，並在當地被槍決。 1946 年，法罗的骨灰被安葬在阿灵顿国家公墓。